# Baudouin V de Hainaut
Pour les articles homonymes, voir Baudouin Ier et Baudouin V.
Baudouin V de Hainaut (vers 1150 - 17 décembre 1195 à Mons), dit « Baudouin le Courageux », fut comte de Hainaut de 1171 à 1195, comte de Flandre sous le nom de Baudouin VIII de Flandre  de 1191 à 1194 et marquis de Namur sous le nom de Baudouin Ier de 1187 à 1195, ainsi que seigneur de Beaumont (Hainaut). Il est le fils du comte Baudouin IV de Hainaut et d'Alix de Namur. 

## Biographie
En avril 1169 au Quesnoy il épouse Marguerite la fille du puissant comte de Flandre Thierry d'Alsace. Le mariage permet de régler le contentieux qui existait à propos de Douai ; la ville est gardée à la Flandre en échange d'une partie de la dot.
Baudouin s'efforce de mater avec fermeté les querelles de ses barons. Il se rapproche de son beau-frère Philippe d'Alsace par un traité d'alliance (1177) qui le désigne comme héritier putatif de la Flandre. Philippe l'incite à donner sa fille Isabelle en mariage au roi de France Philippe II, dotée somptueusement de l'Artois (1180). En 1182, il pose la première pierre de la nouvelle église de l'abbaye Saint-Sauveur d'Anchin.
Le conflit qui éclate peu après entre le roi et le comte de Flandre met Baudouin dans une situation rapidement inconfortable. D'abord fidèle à l'alliance flamande (1180-1184), il se voit obligé de lutter contre le duc de Brabant Henri le Guerroyeur, allié du roi, puis doit préserver les intérêts de sa fille au bord de la répudiation. Le comte de Flandre refuse finalement de le soutenir contre Henri. C'est la rupture. D'autant que, subtilement, le roi l'a désigné (à son insu) exécuteur de la trêve qu'il a signée à Compiègne en 1185 avec le comte de Flandre, provoquant la fureur de celui-ci. La paix est finalement conclue en 1186 après une invasion du Hainaut, Philippe d'Alsace craignant désormais être à son tour pris en étau.
Baudouin avait été également désigné successeur du comté de Namur par son titulaire, Henri l'Aveugle, sans postérité. L'accord avait été entériné formellement par l'empereur Frédéric Barberousse en 1184 à Mayence. Le comte reçoit même en 1187 la titulature du comté érigé en marquisat. Or, en 1186 naît une fille à Henri l'Aveugle. Le comte de Namur dénonce alors l'accord précédent pour faire de sa fille Ermesinde son héritière. S'ensuit une guerre que remporte Baudouin lors de la bataille de Noville-sur-Mehaigne (1er août 1194), où, malgré une forte infériorité numérique, ses troupes écrasent celles des comtes de Namur, Hollande, Juliers et Dagsbourg, des ducs de Brabant et de Limbourg. Henri garde le marquisat en viager, mais l'héritage passe à sa mort (1196) à Baudouin.
Entretemps, Baudouin était devenu comte de Flandre à la mort de Philippe d'Alsace (1191). Succession délicate parce que la veuve de Philippe, Mathilde de Portugal, déjà pourvue d'un douaire important, s'agite pour l'agrandir davantage, et que l'opération s'est déroulée en l'absence du roi de France alors en Orient. Finalement Mathilde est déboutée de ses prétentions et Philippe Auguste accepte l'hommage du nouveau comte de Flandre, prenant au passage un relief féodal de 5 000 marcs d'argent.
Après la mort de Philippe d'Alsace, le traité d'Arras (octobre 1191) confirma que le comté de Flandre perdait, au profit de Philippe Auguste tout l'ancien Boulonnais, l'ancien Ternois et le pagus Atrebatensis, sauf Douai et la partie de l'Ostrevent occidental qui en était voisine.
Le roi reçut le serment de ses nouveaux vassaux immédiats du Boulonnais et du Ternois.
Le 15 novembre 1194 meurt Marguerite d'Alsace et le comté de Flandre (amputé désormais de l'Artois) passe à leur fils Baudouin IX de Flandre. Baudouin détache le marquisat de Namur pour un fils puîné, Philippe le Noble, le Namurois restant dorénavant fief lige du Hainaut (il le restera jusqu'à Philippe le Bon).
Baudouin V meurt le 18 décembre 1195 à Mons. Il est enterré dans l'église Sainte-Waudru.

## Descendance
De son mariage avec Marguerite Ire de Flandre il eut 7 enfants :
- Isabelle (°1170 †1190) ∞ Philippe II de France ;
- Baudouin (°1171 †1205), comte de Flandre, de Hainaut et empereur latin de Constantinople ;
- Yolande (°1175 †1219) ∞ Pierre II de Courtenay, empereur latin de Constantinople ;
- Philippe Ier le Noble, marquis de Namur (°1175 †1212) ;
- Henri (°1176 †1216), empereur latin de Constantinople ;
- Sybille (°1179 †1217) ∞ Guichard IV sire de Beaujeu ;
- Eustache de Flandre (†1219), régent du royaume de Thessalonique.